# Bracon nigrodiscalis
Bracon nigrodiscalis är en stekelart som beskrevs av Granger 1949. Bracon nigrodiscalis ingår i släktet Bracon och familjen bracksteklar. Inga underarter finns listade.